# Euragallia lata
Euragallia lata är en insektsart som beskrevs av Paul W. Oman 1938. Euragallia lata ingår i släktet Euragallia och familjen dvärgstritar. Inga underarter finns listade i Catalogue of Life.